# Юдін Олександр Васильович
Юдин Олександр Васильович (1921 — 2 жовтня 1943) — учасник Другої світової війни, навідник зброї 69-го окремого винищувально-протитанкового дивізіону 62-ї гвардійської стрілецької дивізії 37-ї армії Степового фронту, Герой Радянського Союзу.

## Біографія
О. В. Юдін народився в 1921 в селищі Садовий в селянській сім'ї.
Призваний до Червоної Армії у роки Другої світової війни, 5 квітня 1943 року. З 12 червня того ж року у діючій армії.
Брав участь у боях на посаді навідника зброї при форсуванні Дніпра та зміцненні на захопленому плацдармі. 2 жовтня 1943 року в районі села Мішурін Ріг Верхньодніпровського району Дніпропетровської області України підбив ворожий танк, знищив чотири вогневі точки та до десяти солдатів противника. У цьому бою загинув.
Указом Президії Верховної Ради СРСР від 22 лютого 1944 року за зразкове виконання бойових завдань командування при форсуванні річки Дніпро, розвиток бойових успіхів на правому березі річки та виявлені при цьому відвагу та геройство гвардії молодшому сержанту Юдину Олександру Васильовичу присвоєно звання Героя Радянського Союзу.
Похований у братській могилі у селі Мишурин Ріг Верхньодніпровського району Дніпропетровської області.